# انتکون مونتا
انتکون مونتا (انگلیسی: Antxón Muneta؛ زادهٔ ۱ ژوئن ۱۹۸۶) بازیکن فوتبال اهل اسپانیا است.
از باشگاه‌هایی که در آن بازی کرده‌است می‌توان به باشگاه فوتبال میراندس اشاره کرد.